# Carlernst Ortwein
Carlernst Ortwein, connu aussi sous le pseudonyme de Conny Odd, né le 21 décembre 1916 à Leipzig et y décédé le 22 décembre 1986) est un pianiste et compositeur allemand.

## Biographie
Carlernst Ortwein est né en 1916. Il est le fils du professeur de musique Karl Ortwein à Leipzig. En 1927, il fait partie du chœur de garçons de l'église St Thomas. Il obtient son abitur à la Thomasschule zu Leipzig puis entre au département musique d'église de l'École supérieure de musique et de théâtre Felix Mendelssohn Bartholdy de Leipzig. Il étudie l'orgue avec Karl Straube, le piano avec Carl Adolf Martienssen et Robert Teichmüller et la composition avec Kurt Thomas, Günter Raphael et Johann Nepomuk David.
Après son licenciement de l'université, il reçoit l'aide de son professeurs « demi-juif » Günter Raphael. Il continue à étudier en privé. À partir de 1937, il commence une carrière de pianiste dans les radios allemandes. Pendant cette période, il écrit ses premières compositions. De 1939 à 1945, il effectue son service militaire. De 1947 à 1949, il est directeur musical à la radio de Leipzig. Il y compose diverses œuvres sous le pseudonyme de Conny Odd.
De 1950 à 1953, il travaille comme artiste indépendant. De 1953 à 1961, il enseigne à l'Institut pédagogique de musique de Université de Leipzig. En 1962, il a reçoit une chaire de composition et d'orchestration à l'Académie de Musique de Leipzig, où il devient professeur en 1976. Parmi ses élèves, on compte Volker Bräutigam, Michael Heubach, Walter Thomas Heyn, Karl Ottomar Treibmann, Volkmar Leimert et Rainer Lischka.

## Œuvres pour la scène
- Zum Glück hat sie Pech, 1955, Volkstheater Rostock
- Alarm in Point l'Évêque, 1958, Städtische Bühnen Erfurt
- Hände hoch, Mister Copper!, 1962, Operettentheatee Dresde
- Irene und die Kapitäne, 1967, Operettentheatee Dresde
- Karambolage, 1969, Städtische Bühnen Gera
- Man liest kein fremdes Tagebuch, 1974, Metropol-Theater de Berlin

## Filmographie
- 1954: Der Teufel und der Drescher
- 1957: Die Zauberschere

- 1960: Alarm im Kasperletheater
- 1961: Das Stacheltier – Die Mutprobe
- 1961: Das Rabaukenkabarett
- 1963: Der Teufelstaler
- 1963: Miau
- 1964: Wie Pumphut zu seinem Namen kam
- 1964: Aprikosenbäumchen
- 1964: Geliebte weiße Maus
- 1965: Der fliegende Großvater
- 1966: Steinzeitlegende
- 1966: Der gestiefelte Kater
- 1968: Die sieben Raben
- 1970: Der Teufel aus der Flasche
- 1979: Stern und Blume
- 1983: Erlebte Träume

## Illustrations musicales pour des pièces radiophoniques
- 1952: Howard Fast: 30 Silberlinge – Réalisation de Günther Rücker (Berliner Rundfunk)
- 1953: Konstantin Andrejewitsch Trenjow: Ljubow Jarowaja – Réalisation de Günter Rücker (Berliner Rundfunk)
- 1958: Henrik Ibsen: Stützen der Gesellschaft (Les Piliers de la société) – Réalisation de Erich-Alexander Winds (Rundfunk der DDR)
- 1964: Heinz von Cramer: Die Ohrfeige – Réalisation de Hans Knötzsch (Rundfunk der DDR)